# جوزيف جي. روزا
جوزيف جي. روزا (بالإنجليزية: Joseph G. Rosa)‏ هو مؤرخ بريطاني، ولد في 20 نوفمبر 1932، وتوفي في 17 يناير 2015 في Ruislip ‏ في المملكة المتحدة.